# Chapelle Saint-Antoine de la Croix de Chavaux
La chapelle Saint-Antoine de la Croix de Chavaux est une église de Montreuil (en Seine-Saint-Denis), et située 7 boulevard Chanzy. Elle a été édifiée par l'Œuvre des Chantiers du Cardinal, grâce à des dons d'un industriel.
Son nom provient du faubourg Saint-Antoine, dont cette partie de Montreuil est la continuation hors Paris.

## Description
C'est un édifice de béton dont la façade suit l'alignement de la rue. Une flèche en cuivre patiné le surmonte. L'entrée est ornée d'une sculpture de saint Antoine.
En 1996, elle reçoit le Christ en Gloire, sculpture de pierre de Claude Abeille.